# Charles Djou
Charles Djou (chiń. 周永康; pinyin Zhōu Yǒngkāng; ur. 9 sierpnia 1970 w Los Angeles) – amerykański polityk chińskiego pochodzenia, związany z Partią Republikańską.
W 2010 roku został wybrany przedstawicielem pierwszego okręgu wyborczego na Hawajach w Kongresie Stanów Zjednoczonych.